# ロイヤル・チャールズ (戦列艦・2代)
|                            |                                                                    |
| 艦歴                       |                                                                    |
| 建造:                      | ポーツマス工廠                                                     |
| 進水:                      | 1673年                                                             |
| 改名:                      | 1693年、クイーン 1715年、ロイヤル・ジョージ 1756年、ロイヤル・アン |
| その後:                    | 1767年解体                                                         |
| 性能諸元                   |                                                                    |
| クラス:                    | 1等戦列艦                                                          |
| 全長:                      | 竜骨：136ft（41m）                                                 |
| 全幅:                      | 44ft 8in（13.6m）                                                  |
| 喫水:                      | 18ft 3in（5.6m）                                                   |
| 機関:                      | 帆走（3本マストシップ）                                            |
| 兵装:                      | 各種口径の砲100門                                                  |
| 性能諸元（1693年の再建造） |                                                                    |
| クラス:                    | 1等戦列艦                                                          |
| 全長:                      | 砲列甲板：170ft 6in（52.0m）                                       |
| 全幅:                      | 47ft 7in（14.5m）                                                  |
| 喫水:                      | 18ft（5.5m）                                                       |
| 機関:                      | 帆走（3本マストシップ）                                            |
| 兵装:                      | 各種口径の砲100門                                                  |
| 性能諸元（1715年の再建造） |                                                                    |
| クラス:                    | 1等戦列艦                                                          |
| 全長:                      | 砲列甲板：171ft 9in（52.3m）                                       |
| 全幅:                      | 49ft 3in（15.0m）                                                  |
| 喫水:                      | 19ft 6in（5.9m）                                                   |
| 機関:                      | 帆走（3本マストシップ）                                            |
| 兵装:                      | 各種口径の砲100門                                                  |

ロイヤル・チャールズ (HMS Royal Charles) はイギリス海軍の100門1等戦列艦。アンソニー・ディーンの手により建造され、1673年にポーツマス工廠で進水した。
1693年にウリッジ工廠で再建造を行い、同時にクイーン (HMS Queen) と改名した。1715年にもウリッジで再建造を受け、再びロイヤル・ジョージ (HMS Royal George) と改名した。
ロイヤル・ジョージは1756年にロイヤル・アン (HMS Royal Anne) へと三度改名された後1767年に解体された。